# Абдуррахман ибн Насир ас-Саади
Абу́ Абдулла́х Абдуррахма́н ибн На́сир ас-Саади́ (араб. عبد الرحمن بن ناصر السعدي‎; 8 сентября 1889, Унайза, Эль-Касим, Саудовская Аравия — 24 января 1957, там же) — исламский богослов и толкователь Корана из Саудовской Аравии. Автор множества трудов по тематике ислама, учитель и наставник Мухаммада ибн Салиха аль-Усаймина.

## Происхождение
Его полное имя: Абу Абдуллах Абдуррахман ибн Насир ибн Абдуллах ибн Насир ибн Хамд из семейства Аль Саади, семья Аль Саади ведёт свой род от Аль Муфид, крупной ветви рода Аль Хаммад из Бану аль-Анбар из племени Бану Амр, которое входит в крупный родоплеменной союз Бану Тамим.
Мать Абдуррахмана ибн Насира, Фатима бинт Абдуллах ибн Абдуррахман ибн Усман, является внучкой Абдуррахмана ибн Усмана по прозвищу «Усаймин», основателя рода Аль Усаймин.

## Биография
Абдуррахман ас-Саади родился 12 числа месяца мухаррам по мусульманскому календарю (примерно 8 сентября 1889 года) в городе Унайза (Саудовская Аравия). Его мать умерла, когда ему было всего 4 года, а отец скончался, когда ему исполнилось 7 лет от роду. На попечение его взяла к себе одна из жён его отца, а когда он повзрослел, его воспитанием занялся старший брат, Хамд ибн Насир ас-Саади.
Начальное образование получил у Сулеймана ибн Дамига и к 12 годам полностью выучил Коран. Затем он начал интересоваться такими исламскими дисциплинами, как фикх, тафсир, грамматика арабского языка и тому подобными науками и достигает успеха на этом поприще. Значительное влияние на него оказывают труды Ибн Таймии и его ученика Ибн Кайима аль-Джаузии.
В 1941 году (1360 г. х.) ему предлагают занять пост кадия Унайзы, однако он отказывается от этой должности.
К концу жизни Абдуррахман ас-Саади заболел атеросклерозом и начал страдать от повышенного кровяного давления. Ливанские врачи прописали ему отдых и посоветовали уменьшить нагрузку на здоровье, но он продолжил заниматься преподавательской деятельностью и в скором времени болезнь вновь обострилась. Ночью в среду, 22 числа месяца джумада аль-ахира 1376 года хиджры состояние Абдуррахмана ибн Насира ухудшилось и он потерял сознание. Эр-Риядские врачи, которых вызвали его родственники, не смогли вовремя оказать медицинскую помощь из-за нелётной погоды и невозможности приземлиться в аэропорту Унайзы. Шейх скончался на следующий день (24 января 1957 года) до наступления рассвета. Погребальная молитва над ним была совершена тем же днём после совершения молитвы зухр. Намазом руководил один из его близких учеников, Абдуль-Азиз ибн Мухаммад ибн Сулейман аль-Бассам.
Абдуррахман ас-Саади похоронен на кладбище аш-Шахавания (араб. الشهوانية‎) к северу от города Унайза.